# Shire
Shire (anglicky Shire River, portugalsky Rio Shire) je řeka ve Východní Africe na území Malawi a Mosambiku. Je 400 km dlouhá. Povodí má rozlohu 32 000 km².

## Průběh toku
Odtéká z jezera Malawi. Protéká jezerem Malombe. V místě, kde opouští planinu a vtéká do doliny řeky Zambezi vytváří peřeje a vodopády, mezi nimiž jsou nejznámější Kapichira. Je levým přítokem Zambezi.

## Vodní režim
Nejvyšších vodních stavů dosahuje od listopadu do dubna.

## Využití
Vodní doprava je možná k vodopádům. Na řece byly vybudovány vodní elektrárny Nkula (1966, 24 MW) a Tedzani (1973, 16 MW).